# Идиоритм
Идиоритм, или особножи́тие, особножи́тельный монасты́рь (греч. μόναστήριον ιδιόρυθμον, букв. — особый, своеобразный; также идиорритма, идиоритми́ческий монастырь, особножи́тный монастырь, своежи́тие; иногда, обычно в России синодального периода — шта́тный монастырь) — особый вид православных монастырей в противоположность общежительным монастырям.
В идиоритмах монахи могут владеть личной собственностью, общее здесь только жилище и богослужение, во всём остальном каждый монах живёт по своему личному усмотрению. Такая организация монастырей, идущая вразрез с церковными правилами, появилась в конце Средних веков. Идиоритм управляется игуменом или комитетом из монахов. Уклад жизни в идиоритмах менее строг, чем в киновиях. До недавнего времени идиоритмическими были многие афонские монастыри, но сегодня все они общежительные (однако особножительными остаются многие афонские скиты).